# Эрроризм
Эрроризм (от англ. error — ошибка) — коллекционирование монет с ошибками, браком и иными несоответствиями со стандартным выпуском монет. Эрроризм является одним из направлений коллекционирования монет.

## Брак в монетном производстве
Понятие брака в монетном производстве можно разделить на:
- системный монетный брак;
- несистемный (условно единичный) монетный брак.

### Системный монетный брак
Системный монетный брак — возникший по тем или иным причинам брак в производстве монет.
Монеты попали в денежное обращение (не уничтожены на монетном дворе) в относительно большом количестве; монеты одного типа с системным браком идентичны. Условно говоря, системный монетный брак возникает по причине «человеческого фактора», то есть отдельно взятые сотрудники при монетном производстве допускают ошибки или неточности в производственном процессе, например штемпель одной монеты используют при производстве другой монеты, путают гурт и т. д.
В качестве примеров системного брака в монетном производстве можно привести ряд видов «монет-ошибок»:
- несоответствие года выпуска монет типу герба, изображенного на аверсе монеты (для советских монет), например: 1 копейка 1957 года (в гербе 16 лент вместо 15), 2 копейки 1948 года (в гербе 11 лент вместо 16), 3 копейки 1946 года (в гербе 16 лент вместо 11), 1 рубль 1977 года «Эмблема Олимпиады» (герб соответствует гербу 1 рубль 1975 года — «30 лет Победы»);
- несоответствие года выпуска монет гурту, например: полтинник 1924 года (гурт 1922, вес указан в золотниках и долях вместо граммов), полтинник 1924 года (гурт полтинника периода правления Николая II, вес указан в золотниках и долях вместо граммов), 50 копеек 1986 года (гурт 1985), 1 рубль 1967 года (гурт 1966), 1 рубль 1990 года (гурт 1989);
- несоответствие одного из штемпелей отчеканенной монеты номиналу самой монеты, например: 1 копейка 1924 года (герб 20 копеек 1924 года — буквы «СССР» вытянуты), 3 копейки 1926—1934 года (герб 20 копеек 1924 года — буквы «СССР» вытянуты), 3 копейки 1931—1934 года (герб 20 копеек 1931 года — вместо «СССР» указан прочерк), 50 рублей 1992 года ЛМД и ММД — заготовка от 50 рублей (с бронзовой вставкой, номинал цифрами «50 рублей», герб — штемпель 100 рублей (надпись над орлом «сто рублей»)), 100 рублей 1992 года ММД — заготовка от 100 рублей (с медно-никелевой вставкой, номинал цифрами «100 рублей», герб — штемпель 500 рублей (надпись над орлом «50 рублей»)) и т. д.
- несоответствующая датировка на монете (помимо брака на гуртах, указанного выше), например: 1 рубль «Пушкин» (дата 1985 вместо 1984. новодел), 1 рубль «Энгельс» (дата 1983 вместо 1985, новодел), 1 рубль «Прокофьев» (дата смерти 1952 вместо 1953), 1 рубль «Навои» (дата 1990 вместо 1991) и т. д.;
- нестандартные элементы изображений на монетах, например: 1 рубль «60 лет Октября» (слева от памятника покорителям космоса три, а не четыре орбиты электронов в символе науки и техники), 1 рубль «Международный год мира» (буква «^» вместо «л» в слове рубль), 1 рубль «Вернадский» (отсутствует знак монетного двора под орлом), 5 копеек (выпуск после 2000 года, отсутствует знак монетного двора под копытом коня на гербе) и т. д.;
- монеты в «чужих» металлах, относительно часто попадаются 3-копеечные монеты, отчеканенные на заготовках, предназначенных для 20-копеечных монет и наоборот, 10 рублей — 1992 года металл магнитится, 10 рублей — 1993 года металл не магнитится, 20 рублей 1993 года — металл не магнитится и т. д.;
- монеты с гладкими гуртами, в случаях, когда наличие гурта предусмотрено (относительно часто встречается на монетах советского периода).

### Несистемный монетный брак
Несистемный монетный брак — возникший по тем или иным причинам брак в производстве монет, которые попали в денежное обращение (не уничтожены на монетном дворе) в единичном (или относительно малом) количестве; монеты одного типа с несистемным браком индивидуальны, могут иметься схожие (но не идентичные) монеты либо количество абсолютно идентичных монет очень мало. Однако несистемный монетный брак имеет массовый характер, но монеты одного и того же типа имеют различные (но схожие по характеру) дефекты. Условно говоря, несистемный монетный брак возникает по причине разладки или сбоя производственного оборудования, результаты подобного сбоя не выявляются (выявляются не вовремя) при монетном производстве.
Монеты системного производственного брака, попавшие в денежное обращение, так или иначе, описаны в нумизматической литературе, имеют общепризнанную оценку и т. д.
Несистемный производственный брак монет можно разделить на следующие типы:
- ось аверса монеты расположена под углом (отличным от 0) к реверсу монеты;
- чеканка монет треснувшим штемпелем («наплыв» металла по аверсу или реверсу монеты);
- чеканка частично стертым штемпелем — элементы изображения нечеткие, затерты или отсутствуют, однако бортик по краю окружности (бортик имеется в большинстве типов выпускаемых монет советского и постсоветского периода в России) имеется в наличии;
- наплывы металла по краям монеты;
- треснувшая монета при чеканке (окончательная целостность монеты не нарушена);
- отсутствие края монеты (очертания отсутствующего края четко соответствуют окружности монеты данного номинала) — предположительно, такая монета возникает при чеканке последней (крайней) монеты данного листа монетного металла;
- «негативы» или «залипушки», то есть монеты с повторным ударом монетных штемпелей.

## Галерея монет с производственным браком

Трещина в монете
Чеканка штемпелем со стертыми элементами
Чеканка штемпелем с дефектами
Дефект гурчения
Треснувший штемпель, «наплыв»